# 妖怪世界編入門
『妖怪世界編入門』（ようかいせかいへんにゅうもん）は、小学館から1986年に刊行された妖怪図鑑の世界版。

## 概要
世界各地の妖怪を地域ごとに、絵と文で紹介する。
2005年に小学館から復刻版として『世界の妖怪大百科』が復刊された。

## 登場妖怪
ペナンガラン
マレー半島およびボルネオ島（カリマンタン島）に伝わる吸血鬼。
フォーヒ
ユーゴスラビアの妖怪。
主に5つ首で、全身は青色の皮膚を持ち、竜の顔と馬の体をした巨大な姿で描かれる。
アシャンティ
中央アフリカに伝わる妖怪。
顔や手足が逆さに付いており、気味の悪い逆さの足で人を招き寄せる。